# Messier 68
Messier 68 (również M68 lub NGC 4590) – gromada kulista ósmej wielkości w gwiazdozbiorze Hydry. Odkrył ją 9 kwietnia 1780 roku Charles Messier. 
M68 znajduje się w odległości około 33,6 tys. lat świetlnych od Ziemi oraz 33,3 tys. lat świetlnych od centrum Galaktyki. Zbliża się do Słońca z prędkością 112 km/s. Gromada ma średnicę około 106 lat świetlnych.
W M68 znajdują się co najmniej 42 gwiazdy zmienne, w tym 27 gwiazd typu RR Lyrae odkrytych przez Harlowa Shapleya. Gromada zawiera ok. 250 olbrzymów o jasności absolutnej większej od zera (około połowę mniej niż M3 i M13). Najjaśniejsza gwiazda ma jasność obserwowaną 12,6m. Helen Sawyer Hogg zaobserwowała 25 gwiazd jaśniejszych niż 14,8m, podała również typ widmowy gromady – A6 (obecnie przyjmowane wartości to F2/F3).
M68 znajduje się na przedłużeniu linii łączącej gwiazdy Kraz i Algorab (β i δ Corvii), w odległości ok. 45' od gwiazdy podwójnej ADS 8612 (jasność składnika A: 5,4m, B: 12,2m).
Najjaśniejsze gwiazdy M68 można zaobserwować przy użyciu 4-calowego teleskopu (przy sprzyjających warunkach). Instrument 6-calowy pozwala na obserwacje zewnętrznych części gromady.